# 欧倍德
欧倍德公司（OBI）创建于1970年，总部在德国，是国际上著名的建材家居装饰跨国连锁集团。专业经营建筑材料、五金工具、厨卫用品、家用电器、家居用品和花卉园艺产品。其控股公司是德国廷格尔曼集团(Tengelmann)。OBI欧倍德在德国的市场知名度高达92%，已成为德国建材装饰零售市场的代名词。

## 简介
- 2000年6月OBI欧倍德在中国无锡开始了在中国的第一家店的营运，开始成功地将德国的在建筑材料、五金工具、厨卫用品、家用电器、家居用品和花卉园艺产品方面的管理和技术运用到了中国。
- 不過欧倍德公司在中国的業務已經結束，在中国的店面已經轉賣給百安居(B&Q)